# Maokane
Maokane est une ville du Botswana.